# Cinéma uruguayen

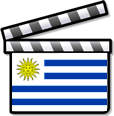
Clap de film uruguayen.

Cet article retrace l'histoire du cinéma uruguayen et évoque ses principales personnalités.

## Histoire du cinéma uruguayen
En Uruguay, depuis les débuts du cinéma, on compte un peu plus de 50 longs métrages de fiction[réf. nécessaire]. Le premier d'entre eux semble difficile à identifier de façon sûre. Il pourrait s'agir de Pervanche de León Ibáñez Saavedra (grand-oncle de l'ancien président uruguayen Jorge Batlle Ibáñez), mais ce film de 1919 a été détruit par le mari jaloux de l'actrice principale[réf. souhaitée]. Auparavant quelques documentaires avaient été tournés, notamment par le cinéaste d'origine catalane, Félix Oliver.
De fait, Almas de la costa (1923) est souvent considéré comme "le premier film uruguayen", mais par la suite plusieurs autres films seront désignés ainsi, comme si le monde redécouvrait à chaque fois le cinéma uruguayen.
Une école de cinéma est créée en 1994.
Les années 2000 ont été particulièrement fastes, avec Putain de vie, 25 Watts et Whisky, qui remporte une série de récompenses dans les festivals internationaux.
Actuellement on tourne environ cinq longs métrages par an dans le pays. De plus, l'Uruguay est un excellent lieu de tournage pour les productions audiovisuelles étrangères.

## Films
- 1919 : Pervanche, de León Ibáñez Saavedra
- 1923 : Almas de la costa, de Juan Antonio Borges
- 1929 : El pequeño héroe del Arroyo de Oro, de Carlos Alonso
- 1938 : Soltero soy feliz, de Juan Carlos Patrón
- 1939 : Radio Candelario, de Rafael Jorge Abellá
- 1952 : El desembarco de los 33 Orientales, de Miguel Ángel Melino
- 1959 : Un vintén p'al Judas, de Ugo Ulive
- 1982 : Mataron a Venancio Flores, de Juan Carlos Rodriguez Castro
- 1993 : L'Histoire presque vraie de Pepita la Pistolera (La historia casi verdadera de Pepita la Pistolera), de Beatriz Flores Silva
- 1994 : Le Dirigeable (El dirigible) de Pablo Dotta
- 1997 : Une façon de danser (Una forma de bailar), de Álvaro Buela
- 1999 : Anarchistes (Ácratas), de Virginia Martínez
- 2000 : Les Jours avec Ana (Los días con Ana), de Marcelo Bertalmio
- 2001 : 25 Watts, de Juan Pablo Rebella et Pablo Stoll
- 2001 : En la puta vida, de Beatriz Flores Silva
- 2001 : Mauvaise passe (Mala racha), de Daniela Speranza
- 2002 : Malgré Treblinka (A pesar de Treblinka), de Gerardo Stawsky
- 2002 : Étoile du Sud (Estrella Del Sur), de Luis Nieto
- 2002 : L'Attente (La espera) d'Aldo Garay
- 2002 : À part (Aparte), de Mario Handler
- 2002 : Mi gringa, de Aldo Garay
- 2003 : Le Voyage à la mer (El viaje hacia el mar), de Guillermo Casanova
- 2003 : Loco 33 (El último tren), de Diego Arsuaga (prix Goya du meilleur film étranger en langue espagnole)
- 2004 : À cinq heures précises (A las cinco en punto), de José Pedro Charlo/Universindo Rodriguez
- 2004 : Whisky de Juan Pablo Rebella et Pablo Stoll (prix Goya du meilleur film étranger en langue espagnole)
- 2005 : Auprès des nuages (Cerca de las nubes), de Aldo Garay
- 2005 : Alma mater, de Álvaro Buela
- 2005 : Le Chenil (La perrera), de Manuel Nieto Zas
- 2005 : Orlando Vargas, de Juan Pittaluga
- 2007 : Les Toilettes du pape (El baño del Papa), d'Enrique Fernández et César Charlone
- 2008 : Masangeles (Polvo nuestro que estás en los cielos), de Beatriz Flores Silva
- 2008 : Les Toilettes du pape (El baño del Papa), d'Enrique Fernández et César Charlone (primé au festival de Saint-Sébastien)
- 2009 : Gigante, de Adrián Biniez (primé aux festivals de Berlin, La Havane et Saint-Sébastien)
- 2009 : Sale temps pour les pêcheurs (Mal día para pescar), de Álvaro Brechner (présenté au festival de Cannes ; d'après une nouvelle de Juan Carlos Onetti)
- 2010 : La despedida, de Silvana Tomeo

### Cinéma documentaire
- Films documentaires uruguayiens (es) (à partir de 1985)

### Séries de télévision
- 2011 : Dance!, la fuerza del corazón de PowWow Media
- 2013 : Historias de diván de Yair Dori
- 2019 : Cuisiner avec le livre de Gustavo Hernández et Emanuel K. Miranda

## Personnalités du cinéma uruguayen

### Réalisateurs
Carlos Alonso - Diego Arzuaga - Marcelo Bertalmio - Alvaro Buela - Pablo Dotta - Aldo Garay - Mario Handler - Juan Pablo Rebella - Juan Carlos Rodriguez Castro - Esteban Schroeder - Beatriz Flores Silva - Pablo Stoll - Ugo Ulive (es) - Ana Guevara Pose - Leticia Jorge Romero - Gustavo Hernández - Emanuel K. Miranda - Fede Álvarez -

### Acteurs
- Daniel Hendler
- Estela Medina
- Roxana Blanco
- Enzo Vogrincic

### Critiques
- Associations de critiques de cinéma d'Uruguay (es) (2012)

## Institutions
- Uruguayan Film Commission (en)
- Cinémathèque uruguayienne (es) (1952)
- Prix cinématographiques uruguayiens (en)
- Cine Universitario del Uruguay (es) (1949)
- Journée nationale uruguayienne du cinéma (es) (2005)
- Institut national paraguayien du cinéma et de l'audiovisuel (es) (2008)

### Formations
- Escuela de Cine del Uruguay (Montevideo), fondée en 1994

### Distinctions
- Prix Platino ibéro-américain
- Liste des longs métrages uruguayens proposés à l'Oscar du meilleur film international

### Listes et catégories
- Films
- Réalisateurs
- Scénaristes
- (en) Acteurs